# Manuel Riu Riu
Manuel Riu Riu (Manresa, Barcelona, 25 de marzo de 1929-San Lorenzo de Morunys, Lérida, 2 de enero de 2011) fue un catedrático, historiador y arqueólogo español.

## Trayectoria
Con origen en una familia de payeses, estudió Filosofía y Letras obteniendo la licenciatura en la Universidad de Barcelona, y más tarde (1961) el doctorado por la misma universidad.
Desde 1966 fue catedrático de Historia universal de la Edad Media en la Universidad de Granada y a partir de 1969 ocupó la misma cátedra en la Universidad de Barcelona.
Como especialista en arqueología rural llevó a cabo excavaciones en la necrópolis y poblado de La Torrecilla (Arenas del Rey), asentamientos de la Mezquita de Busquístar y de las Mesas de Villaverde (Bobastro); villa señorial de San Lorenzo de Morunys, y poblados medievales de Saldes y de Caulers en Caldas de Malavella.
En su faceta de historiador se especializó en historia monástica de Cataluña y económica medieval, destacando sus trabajos sobre los monasterios de las comarcas de Urgel, Solsonés y Bergadá, así como importantes estudios sobre fuentes de estadística demográfica medieval, comercio e industria de la lana, orígenes de la banca o inicios del feudalismo en la región catalana.
Fue redactor, secretario y director de la revista Índice Histórico Español, redactor del Anuario de Estudios Medievales y codirector de las revistas Quaderns d'Estudis Medievals y Acta historica et archaeologica Medievalia. Participó en numerosos congresos y colaboró en diversas revistas de investigación y otras publicaciones como Destino o Diario de Barcelona.

## Obra
Publicó una veintena de libros y más de quinientos trabajos divulgativos o de investigación.
Algunas obras
- La vida, las costumbres y el amor en la Edad Media (1959).
- Historia de las religiones (1961).
- Historia del cristianismo (1967).
- Lecciones de historia medieval (1986).
- El antiguo reino nazarí de Granada (1232-1340) (1974). En colaboración con Cristóbal Torres Delgado.
- 409-1491 : la feudalización de la Sociedad (1978). En colaboración con J. Vernet et alii.
- La Alta Edad Media: del siglo V al siglo XII (1985).
- La baja edad media (siglo XIII al XV) (1986).
- L'arqueologia medieval a Catalunya (1989).
- Història de la ciutat de Manresa (1900-1950) (1991).
- Ferran Soldevila (1894-1971). Historiador de Catalunya (1994).

## Distinciones
- Presidente de la Asamblea de Estudios Comarcales de Vilanova i la Geltrú.
- Individuo de la Societat Catalana d'Estudis Històrics.
- Miembro del Centre Européen de Recherches sur les Congregations et Ordres Monastiques.
- Miembro de la Society for Medieval Archeology de Londres.
- Numerario de la Real Academia de las Buenas Letras de Barcelona.
- Correspondiente de la Real Academia de la Historia.
- En 2003 fue condecorado con la Creu de Sant Jordi.[6]
- La población leridana de San Lorenzo de Morunys lo nombró en 2007 hijo adoptivo y le dedicó una calle.[1]
- Premio Signum otorgado por el Consejo comarcal del Solsonés en 2004.[1]
- Premio «Ciudad de Berga» de la cultura en 2006.[1]